# فرناندو مورینا
 فرناندو مورینا (اسپانیایی: Fernando Morena‎؛ زادهٔ ۲ فوریهٔ ۱۹۵۲) یک بازیکن فوتبال اهل اروگوئه است.

## تیم ملی
وی همچنین در تیم ملی فوتبال اروگوئه بازی کرده است.